# به سوی الدورادو
به سوی اِلدورادو (به انگلیسی: The Road to El Dorado) انیمیشنی در سبک فانتزی، ماجرایی، کمدی و فیلمی زوج هنری به کارگردانی بیبو برژرون و دان پال محصول ایالات متحدهٔ آمریکا است که در سال ۲۰۰۰ منتشر شد.

## داستان
در سال ۱۵۱۹ کورتس، ماجراجوی افسانه‌ای اسپانیا، این بار در جست و جوی ال دورادو، شهر گم شده و معدن طلا، راهی سفر شده است. دو شیاد حقه‌باز اما خوش‌سر و زبان به نام‌های تولیو و میگوئل نیز که در واقع کارگران اصطبل هستند، به طور قاچاقی با کورتس هم‌سفر می‌شوند و…

## گویندگان
- کوین کلاین - تولیو (اشکان صادقی-تولیو)
- کنت برانا - میگوئل (حامد عزیزی-میگوئل)
- آرماند آسانته
- ادوارد جیمز آلموس
- رزی پرز
- جیم کامینگز - کورتز (کرامت رودساز-کورتز)